# Obština Plovdiv
Obština Plovdiv (bulharsky Община Пловдив) je bulharská jednotka územní samosprávy v Plovdivské oblasti. Leží ve středním Bulharsku v Hornothrácké nížině. Obština je totožná s městem Plovdiv. Žije zde přes 330 tisíc stálých obyvatel.

## Sídla
Obština má jediné sídlo – město Plovdiv, které se podle zákona o územním děleni obštiny hlavního města a velkých měst dělí na 6 rajónů.

## Sousední obštiny
| Růžice kompasu |                 | Marica |  | Růžice kompasu |
| Růžice kompasu | Sever           |        |  | Růžice kompasu |
| Růžice kompasu | Obština Plovdiv |        |  | Růžice kompasu |
| Růžice kompasu | Jih             |        |  | Růžice kompasu |
| Růžice kompasu | Rodopi          |        |  | Růžice kompasu |

## Obyvatelstvo
K 15. září 2024 v obštině žilo 372 380 obyvatel a bylo zde trvale hlášeno 387 295 obyvatel. Podle sčítání 7. září 2021 bylo národnostní složení následující:
- Bulhaři: 265 207 (92.0 %)
- Turci: 13 943 (4.8 %)
- Romové: 4 953 (1.7 %)
- ostatní[p 2]: 4 281 (1.5 %)